# Кастелфиорентино
Кастелфиорентѝно (на италиански: Castelfiorentino) е град и община в централна Италия, провинция Флоренция, регион Тоскана. Разположен е на 50 m надморска височина. Населението на града е 17 930 души (към 30 ноември 2009 г.).